# Guerra di continuazione
La guerra di continuazione (jatkosota in finlandese, fortsättningskriget in svedese, in russo Советско-финская война?, Sovetsko-finskaja vojna, letteralmente guerra sovietico-finlandese) fu il secondo evento bellico che intercorse tra la Finlandia e l'Unione Sovietica nel contesto della seconda guerra mondiale, nel periodo 25 giugno 1941 – 19 settembre 1944.
All'inizio della belligeranza con l'Unione Sovietica, le forze armate e politiche finlandesi dettero questa definizione al conflitto per evidenziarne il carattere di continuità con la precedente guerra d'inverno, combattuta fra il 30 novembre 1939 e il 13 marzo 1940 tra i medesimi contendenti. L'Unione Sovietica, per contro, considerò tali operazioni militari come parte della grande guerra patriottica (in russo Великая Отечественная война?, Velikaja Otečestvennaja Vojna) contro le potenze dell'Asse e i loro alleati. Allo stesso modo la Germania considerò tali operazioni militari come parte del più ampio scenario di guerra nella quale essa era coinvolta.

## Le operazioni
Dopo l'avanzata iniziale finlandese (a partire dal 30 giugno 1941) in Carelia orientale e nella regione di Leningrado, culminata con la conquista di Petrozavodsk (Petrsoskoi in finnico) il 1º ottobre, i combattimenti per quasi tre anni si trasformarono in una dura e lunga guerra di posizione, combattuta in un clima e in un territorio particolarmente difficile e inadatto a grandi manovre belliche.
La svolta decisiva della guerra si verificò a partire dal 10 giugno 1944, quando l'Armata Rossa, rafforzata da potenti riserve di artiglieria pesante e di mezzi corazzati, sferrò una massiccia offensiva generale (contando anche su una netta superiorità numerica); i finlandesi si batterono con grande valore anche in questa ultima fase della guerra, cedendo terreno solo dopo accaniti combattimenti e sfruttando efficacemente il terreno e le potenti difese fisse apprestate in Carelia.
Tuttavia i sovietici, comandati dal generale Leonid Govorov, riuscirono infine a sfondare le posizioni finlandesi nell'istmo tra il lago Ladoga e il golfo di Finlandia; il 20 giugno cadde Viipuri e il 28 giugno Petrozavodsk; l'avanzata continuò fino al 15 luglio; nel frattempo anche nella Carelia orientale le forze del generale Kirill Mereckov erano passate all'attacco, manovrando a tenaglia, superando il fiume Svyr, occupando la posizione di Maselskaja sul lago Onega e costringendo alla ritirata i finlandesi.
Dopo la sconfitta militare anche il maresciallo Mannerheim consigliò al suo governo di abbandonare il campo tedesco e cercare un armistizio con il nemico sovietico, per evitare una sconfitta totale e il rischio di una occupazione del paese e di una perdita della propria indipendenza. Il cessate il fuoco entrò in vigore in Finlandia alle ore 7 del 4 settembre, mentre l'Unione Sovietica terminò le operazioni di guerra il giorno successivo.
Le rimanenti divisioni tedesche rimaste in Lapponia continuarono a resistere alle forze congiunte sovietico-finlandesi fino al novembre 1944, quando Mereckov conquistò il porto di Kirkenes in Norvegia.
L'accordo iniziale per la tregua venne firmato il 19 settembre dello stesso anno, mentre quello definitivo nell'ambito dei trattati di Parigi nel 1947. Le condizioni imposte alla Finlandia furono dure (cessione di Petsamo e di ogni pretesa sui territori persi durante la guerra d'inverno, concessione della penisola di Porkkala per 50 anni, espulsione di tutti i soldati tedeschi entro 14 giorni, 300 000 000 $ in riparazioni di guerra a Mosca), ma comunque meno severe di quelle che toccarono ai paesi dell'Europa orientale: infatti, a guerra conclusa, la Finlandia mantenne la propria indipendenza rimanendo neutrale durante la guerra fredda, pur stabilendo buoni rapporti diplomatici con l'Unione Sovietica.